# Заросляк жовтоволий

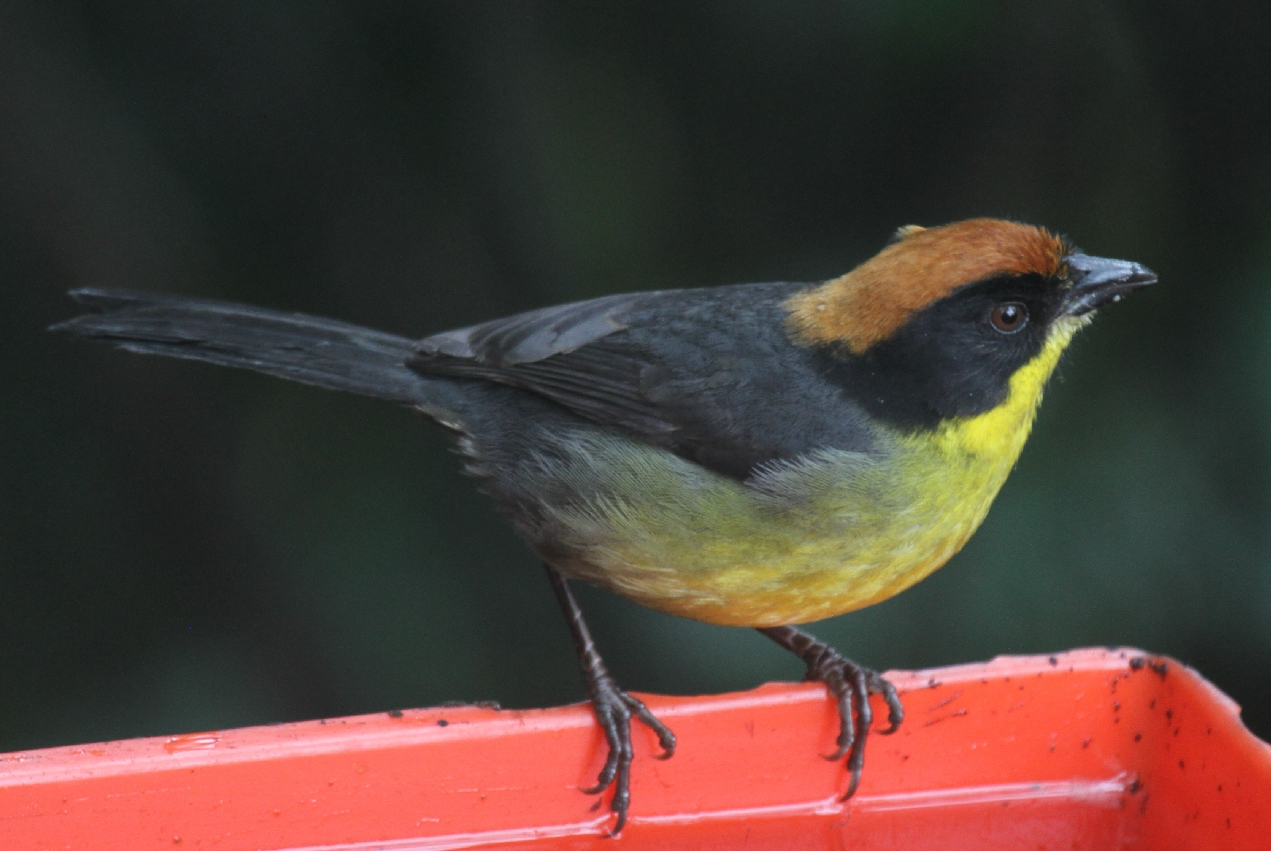
Жовтоволий заросляк (Заповідник Яначоча, Еквадор)

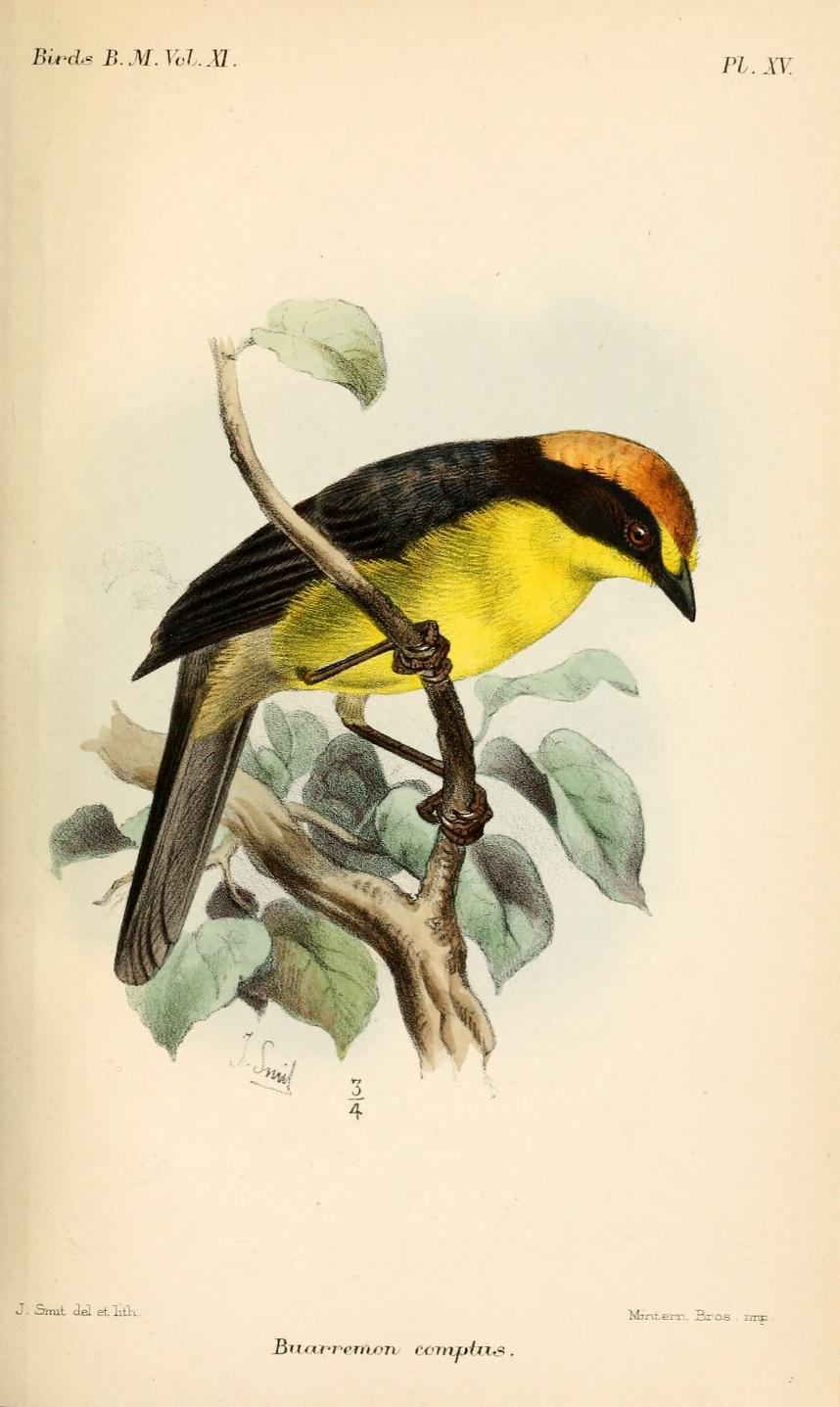
Жовтоволий заросляк (підвид A. l. comptus). Малюнок Йозефа Сміта, 1886 рік.

Заросляк жовтоволий (Atlapetes latinuchus) — вид горобцеподібних птахів родини Passerellidae. Мешкає в Колумбії, Еквадорі та Перу. Виділяють низку підвидів. Жовтоволий заросляк раніше вважався підвидом жовтовусого заросляка (Atlapetes rufinucha)

## Опис
Довжина птаха становить 17 см, вага 30 г. Верхня частина тіла темно-сіра з оливковим відтінком. Голова чорна, лобом і тіменем проходить широка смуга рудувато-коричневого кольору. Горло і груди жовті, живіт і боки оливково-жовті. На крилах біла плямка. Представники підвидів різняться за забарвленням.

## Підвиди
Виділяють вісім підвидів:
- A. l. elaeoprorus (Sclater, PL & Salvin, 1879) — департамент Антіокія (Колумбія)[4];
- A. l. yariguierum Donegan & Huertas, 2006 — департамент Сантандер (Колумбія)[5][6];
- A. l. caucae Chapman, 1927 — південно-західна Колумбія[7];
- A. l. spodionotus (Sclater, PL & Salvin, 1879) — центральна, північна Колумбія, північний Еквадор[8];
- A. l. comptus (Sclater, PL & Salvin, 1879)	 — південно-західний Еквадор, регіон П'юра (північний захід Перу)[9];
- A. l. latinuchus (Du Bus de Gisignies, 1855) — південно-східний Еквадор, північне Перу[10];
- A. l. chugurensis Chapman, 1927 — західна Кахамарка (північне Перу)[11];
- A. l. baroni (Salvin, 1895) — східна Кахамарка, Ла-Лібертад (північно-східне Перу)[12].

Atlapetes nigifrons вважався підвидом жовтоволого заросляка, однак був виділений в окремий вид.

## Поширення і екологія
Жовтоволі заросляки живуть в гірських тропічних лісах Анд, на висоті від 1500 до 3700 м над рівнем моря.

## Розмноження
В кладці 2 яйця. Інкубаційний період триває 16 днів, пташенята покидають гніздо через 15 днів.